# ATP Tulsa
L'ATP Tulsa è stato un torneo di tennis facente parte del Grand Prix giocato dal 1978 al 1980 a Tulsa negli Stati Uniti su campi in cemento indoor.

## Albo d'oro

### Singolare
| Anno | Vincitore          | Finalista   | Punteggio     |
| ---- | ------------------ | ----------- | ------------- |
| 1978 | Eddie Dibbs        | Pat Du Pré  | 6–7, 6–2, 7–5 |
| 1979 | Jimmy Connors      | Eddie Dibbs | 6–7, 7–5 6–1  |
| 1980 | Howard Schoenfield | Trey Waltke | 5–7, 6–1, 6–0 |

### Doppio
| Anno | Vincitori                          | Finalisti                       | Punteggio     |
| ---- | ---------------------------------- | ------------------------------- | ------------- |
| 1978 | Russell Simpson Van Winitsky       | Carlos Kirmayr Ricardo Ycaza    | 4–6, 7–6, 6–2 |
| 1979 | Francisco González Eliot Teltscher | Colin Dibley Tom Gullikson      | 6–7, 7–5, 6–3 |
| 1980 | Robert Lutz Dick Stockton          | Francisco González Van Winitsky | 2–6, 7–6, 6–2 |